# Therese Dragshøj
Therese Dragshøj (3. januar 1909 i København – 9. marts 1998) var en dansk kunstmaler. Hun blev uddannet på Kunstakademiet i 1930'erne under professorerne Axel Jørgensen og Kræsten Iversen og udstillede på Kunstnernes Efterårsudstilling og på Charlottenborg fra 1939. 
Therese Dragshøj malede i en naturalistisk stil, som hun med tiden udviklede til et koloristisk spændende og frit billedsprog. 
Motiverne var mennesker og ofte børn i dagligdags situationer og kom ofte fra hendes rejser til Sicilien og mange andre steder i verden. 
Therese Dragshøj bestyrede Kunstnernes Statsunderstøttede Croquisskole. Om sommeren var hun på Møn, hvor hun var leder af det kendte galleri Aurora for kunsthandleren Anders Christian Theed, som var gift med skuespilleren Asta Nielsen.

## Ekstern henvisning
- Therese Dragshøj på Kunstindeks Danmark/Weilbachs Kunstnerleksikon